# Bindranawagarh
Bindranawagarh fou un estat tributari protegit del tipus zamindari al districte de Raipur, Províncies Centrals. Tenia una superfície de 3753 km² amb 279 pobles i una població el 1881 de 37.079 habitants. El sobirà era de l'ètnia gond.